# Sonia
Sonia ist ein weiblicher, wie auch selten ein männlicher Vorname.

## Herkunft und Bedeutung
Sonia ist sowohl die italienische, spanische als auch französische und die Englische Form des weiblichen Vornamens Sonja.
Der Vorname kommt aber auch im indischen Raum vor, wo er so viel wie golden bedeutet.

## Namensträgerinnen
- Sonia Abián (* 1966), argentinische Künstlerin
- Sonia Alomis (1896–1976), polnisch-amerikanische Theaterschauspielerin
- Sonia Barrio (* 1969), ehemalige spanische Hockeyspielerin
- Sonia Bompastor (* 1980), ehemalige französische Fußballspielerin
- Sônia Braga (* 1950), brasilianische Schauspielerin
- Sonia Clarke  (* 1968), britische Sängerin
- Sonia Darrin (1924–2020), US-amerikanische Schauspielerin
- Sonia Delaunay-Terk (1885–1979), russisch-französische Malerin und Designerin
- Sonia Denoncourt (* 1964), kanadische Fußballschiedsrichterin
- Sonia Evans (* 1971), britische Pop-Sängerin, siehe Sonia (Sängerin)
- Sonia Farke (* 1969), deutsche Schauspielerin
- Sonia Ganassi (* 1966), italienische Opernsängerin
- Sonia Gandhi (* 1946), indische Politikerin
- Sonia Gardner (* 1962), marokkanisch-US-amerikanische Finanzmanagerin
- Sonia Gaskell (1904–1974), niederländische Tanzpädagogin, Choreographin und Ballett-Direktorin
- Sonia Gegenhuber (* 1970), australische Fußballspielerin
- Sonia Grandjean (* 1979), Schweizer Model und Miss Schweiz (1998)
- Sonia Lannaman, nach Heirat Garmston (* 1956), britische Leichtathletin
- Sonia Liebing (* 1989), deutsche Schlagersängerin
- Sonia Madejsker (1914–1944), polnische Kommunistin und jüdische Partisanin im Zweiten Weltkrieg
- Sonia Seymour Mikich (* 1951), deutsche Journalistin
- Sonia Mossé (1917–1943) war eine französische Künstlerin, Schauspielerin und Zeichnerin
- Sonia Olschanezky (1923–1944), Agentin des britischen Geheimdienstes während des Zweiten Weltkriegs
- Sonia O’Sullivan (* 1969), irische Leichtathletin und Olympionikin
- Sonia Pasteris (* 1966), ehemalige italienische Squashspielerin
- Solange Pierre (1963–2011), dominikanische Frauenrechtlerin und Menschenrechtsaktivistin
- Sonia Robertson (* 1947), ehemalige simbabwische Hockeyspielerin
- Sonia Rossi (* 1982), aus Italien stammende Schriftstellerin, die in deutscher Sprache schreibt
- Sonia Rykiel (1930–2016), französische Modeschöpferin
- Sonia Slany (1965–2021), britische Musikerin
- Sonia Sorel (1921–2004), US-amerikanische Schauspielerin
- Sonia Sotomayor (* 1954), US-amerikanische Juristin, seit 2009 Richterin am Obersten Gerichtshof der Vereinigten Staaten
- Sonia Todd (* 1959), australische Schauspielerin
- Sonia Wachstein (1907–2001), austroamerikanische Sozialarbeiterin
- Sonia Zepeda (* 1981), salvadorianische Schachspielerin